# Kapelle (Palzing)
Koordinaten: 48° 27′ 26,5″ N, 11° 42′ 39,3″ O
Die Palzinger Kapelle ist eine kleine Wegkapelle. Sie wurde 1890 am südöstlichen Ortsrand von Palzing unweit des Hütgrabenbachs errichtet.

## Beschreibung
Der schlichte Bau weist neugotische Elemente auf. Im Andachtsraum befindet sich in einem altarähnlichen Spitzbogen eine etwa 90 Zentimeter hohe sitzende Marienfigur, die auf ihrem Schoß das Jesuskind hält. Flankiert wird der Bogen von zwei nur unwesentlich kleineren, hölzernen Engelsfiguren.

## Legende
Die Kapelle wurde von der Bäuerin Walburga Neumair errichtet. Sie lebte mit ihrem Mann Lorenz Neumair und ihren sechs bis sieben Kindern in Palzing. Nach der Schlachtung einer vom Milzbrand befallenen Kuh erkrankte Walburga Neumair selbst schwer. Der Überlieferung nach färbte sich ein Arm ganz schwarz und unter der Schulter bildete sich ein Knollen. In ihrer Not und Furcht, ihre Kinder nicht mehr aufziehen zu können, betete Neumair zur Mutter Gottes. Sie gelobte, ihr zu Ehren eine Kapelle zu bauen, wenn sie denn nur den Kindern die Mutter ließe.
Tatsächlich besserte sich der Gesundheitszustand von Walburga Neumair. In den folgenden Jahren legte sie vom kargen Einkommen Geld für den Bau der Kapelle zur Seite. Als 1890 300 Mark zusammengebracht waren, löste Neumair ihr Versprechen ein. Auf Vermittlung ihrer Tochter Theresia bekam sie aus dem Freisinger Dom eine Marienfigur, die zentrales Element des Innenraums wurde.
Neumair erreichte das hohe Alter von 87 Jahren und fand nach ihrem Tod auf dem Palzinger Friedhof neben ihrem Mann und ihrem Sohn Georg die letzte Ruhestätte.